# Haplochromis pundamilia
Espèce
Synonymes
- Pundamilia pundamilia Seehausen & Bouton, 1998

Statut de conservation UICN

 LC  : Préoccupation mineure
Haplochromis pundamilia est une espèce de poisson appartenant à la famille des Cichlidae. Elle est endémique des golfes Mwanza et Speke dans le lac Victoria en Afrique.